# Lumpenus sagitta
Lumpenus sagitta är en fiskart som beskrevs av Wilimovsky, 1956. Lumpenus sagitta ingår i släktet Lumpenus och familjen taggryggade fiskar. Inga underarter finns listade i Catalogue of Life.